# Мачковец при Двору
Мачковец при Двору (словен. Mačkovec pri Dvoru) је насељено место у општини Жужемберк, регија Југоисточна Словенија, Словенија.

## Историја
До територијалне реорганизације у Словенији био је у саставу старе општине Ново Место.

## Становништво
У попису становништва из 2011. године, Мачковец при Двору је имао 107 становника.
| Број становника према пописима | Број становника према пописима | Број становника према пописима |
| ------------------------------ | ------------------------------ | ------------------------------ |
| 1991                           | 2002                           | 2011                           |
| 104                            | 103                            | 107                            |

Напомена: До 1953. исказивано под именом Мачковец. Године 1953. повећано за насеље Брод, које је укинуто. Године 2009. извршена је мала размена територија између насеља Мали Липовец и Мачковец при Двору, а 2011. између насеља Мачковец при Двору и Садиња вас при Двору.